# Broods (banda)
Broods es un dúo musical originario de Nelson, Nueva Zelanda, conformado por los hermanos Georgia Nott, la voz líder y Caleb Nott en la producción y voces de apoyo. Publicaron el sencillo debut «Bridges», el cual alcanzó la posición #8 en los listados de Nueva Zelanda, y firmaron un contrato discográfico con Capitol Records y Polydor Records. Publicaron su EP debut Broods, el 30 de enero de 2014, el cual fue seguido por su primer álbum de estudio Evergreen, publicado el 22 de agosto de 2014.

## Historia
Originarios de Nelson, Nueva Zelanda, Caleb y Georgia Nott han cantado juntos desde la infancia. Crecieron en una familia musical con otros tres hermanos, e iban junto a sus padres a presentaciones. Ellos ganaron un concurso de talentos en Richmond Mall, "Richmond's Got Talent", como adolescentes en 2010. Mientras asistían al Garin College, eran miembros de una banda de indie rock, The Peasants, quienes ganaron la competencia Smokefreerockquest en 2011. La banda se separó a mediados de 2012, poco después de ganar una beca de NZ On Air. Georgia estudió música popular en la Universidad de Auckland. Ella y su hermano abandonaron la universidad para formar Broods.
Broods fue formado en Auckland a comienzos de 2013. El proyecto de hermanos comenzó colaborando con el productor musical Joel Little, a quien conocieron como jurado en el Smokefreerockquest de 2011. Él produjo el éxito de Lorde «Royals». Mientras consideraban nombres para la banda, su mánager les sugirió Broods. A la banda les gustó el doble significado, en relación con su familia y el sentimiento melancólico en su música. Lanzaron su sencillo debut «Bridges», en Internet en octubre de 2013.
La canción fue publicada por Idolator y otros blogs musicales, ganando más de 200.000 reproducciones en una semana. MTV describió la canción como "una caja de resonancia agridulce synth pop". «Bridges» debutó en la posición #8 en los listados de Nueva Zelanda en enero de 2014, y fue escogida como el sencillo de la semana en Estados Unidos en iTunes en febrero de 2014.
Broods firmaron con Capitol Records a nivel mundial y Polydor Records en Reino Unido y Europa en diciembre de 2013. Lanzaron el sencillo «Never Gonna Change» en anticipación a su EP debut, Broods, el cual fue lanzado el 30 de enero de 2014. La banda hizo su debut en Estados Unidos en Bardot de Hollywood, California el 24 de febrero de 2014. Debutaron en Reino Unido en el Notting Hill Arts Club de Londres el 5 de marzo de 2014, realizando conciertos breves con la banda Haim por Norteamérica. Broods publicaron su álbum de estudios debut Evergreen, el 22 de agosto de 2014, el cual debutó en el #1 en los chart de Nueva Zelanda.

## Discografía

### Álbumes
| Evergreen                                                        | - Lanzamiento: 22 de agosto de 2014 - Discográfica: Capitol Records - Formatos: CD, descarga digital | 1 | 5 | —  | 45 | - NZ: Oro |
| Conscious                                                        | - Lanzamiento: 24 de junio de 2016 - Discográfica: Capitol - Formatos: CD, descarga digital          | 1 | 2 | 69 | 52 |           |
| "—" Denota una grabación que no fue lanzada en aquel territorio. | |   |   |    |    |           |

- 2019: Don't feed the pop monster.

### EP
| Título                                                                       | Detalles de álbum                                                                                        | Mejores Posiciones | Mejores Posiciones | Mejores Posiciones |
| Título                                                                       | Detalles de álbum                                                                                        | NZ                 | AUS                | EUA                |
| ---------------------------------------------------------------------------- | --- | ------------------ | ------------------ | ------------------ |
| Broods                                                                       | - Lanzamiento: 30 de enero de 2014 - Discográfica: Island Records Australia - Formatos: Descarga digital | 2                  | 30                 | 164                |
| "—" Denota una grabación que no figuró o no fue lanzada en aquel territorio. | |                    |                    |                    |

### Sencillos
| "Bridges"                                                                    | 2014 | 8  | 51 | 25 | 45 | - NZ: Platino - AUS: Platino | Broods    |
| "Never Gonna Change"                                                         | 2014 | 40 | —  | —  | —  |                              | Broods    |
| "Mother & Father"                                                            | 2014 | 12 | 54 | 36 | —  | - NZ: Platino - AUS: Oro     | Evergreen |
| "L.A.F"                                                                      | 2014 | —  | —  | —  | —  |                              | Evergreen |
| "Four Walls"                                                                 | 2015 | 18 | —  | —  | —  | - NZ: Oro                    | Evergreen |
| "Free"                                                                       | 2016 | 21 | 30 | 26 | 47 | - NZ: Oro - AUS: Platino     | Conscious |
| "Heartlines"                                                                 | 2016 | —  | —  | —  | —  | - AUS: Oro                   | Conscious |
| "—" Denota una grabación que no figuró o no fue lanzada en aquel territorio. |      |    |    |    |    |                              |           |

### Sencillos como artista invitados
| Título                            | Año  | Mejores Posiciones | Mejores Posiciones | Certificaciones | Álbum          |
| Título                            | Año  | NZ                 | AUS                | Certificaciones | Álbum          |
| --------------------------------- | ---- | ------------------ | ------------------ | --------------- | -------------- |
| "1000×" (Jarryd James con Broods) | 2016 | 43                 | 47                 |                 | Por anunciarse |

### Sencillos promocionales
| Título             | Año  | Mejores Posiciones | Mejores Posiciones | Certificaciones | Álbum     |
| Título             | Año  | NZ                 | AUS                | Certificaciones | Álbum     |
| ------------------ | ---- | ------------------ | ------------------ | --------------- | --------- |
| "Everytime"        | 2014 | —                  | —                  |                 | Evergreen |
| "Couldn't Believe" | 2016 | 44                 | 81                 | - NZ: Oro       | Conscious |